# BOOGIE MAN
BOOGIE MAN（ブギー・マン）は日本のレゲエDJ。「大阪レゲエシーン、ダンスホールシーンのパイオニア的な存在」として知られる。

## 概要
関西のみならず、日本のレゲエ界の重鎮とされる。1990年代にリリースされた「PACHINCO・MAN」、「大阪の街」などで、日本の一般にも「レゲエ」というジャンルが知られることになった。

## 経歴
大阪出身。
中学2年生のときに友人の兄が聞いていたボブ・マーリーのカセットテープを聞かせてもらい、衝撃を受け、レゲエに入り込み、あちこちのレコード屋を巡ってはレゲエのレコードを探しては聴くことになる。当時の日本ではレゲエは、よほどの音楽好きで色々聞いてる人でないと知らないくらいのジャンルであった。Deejayという語を知るが、ターンテーブを操作するDJ（ディスクジョッキー）とはまた違うものであることがわかるくらいしか情報が無かった。遊びで歌い始めて数年が経ち、ジャマイカの現地のサウンドシステムを録音した海賊版のカセットテープを聴いて、また衝撃を受け、本気でやりたいと思い始めた。
高校生の頃は、クラブとかほとんどなく、ライブハウスのイベントに呼ばれて参加したり、自分たちでイベントを開催した。やがて谷町やミナミにレゲエの有名店ができると、そこに出入りするようになる。毎週のようにクラブで歌っていると、楽しいだけよりも、もっとメッセージ性があったほうが楽しさが倍増すると感じ、意味あることを言って共感してもらったほうが面白いと考えるようになり、社会風刺的な方へと自然と進んでいった。
「PACHINCO・MAN」もそういったクラブで歌っていた曲の1曲であったが、パチンコ屋の人の知り合いのプロデューサーが聞き、CMに使われた。パチンコ屋で売るための「PACHINCO・MAN」のサンプルCDをあるラジオのDJが流したところ、「今の曲は何だったのか?」という問い合わせが殺到。ちゃんとしたCDを発売しようとなって、テイチクレコードに所属することになった。テイチクからは「好きなことをやってよい」と言われたため、自身が大阪出身ということで大阪の曲をやりたいと考え、「大阪の街」を書く。

## ディスコグラフィー

### シングル
- 1994年8月 - 「PACHINCO・MAN」（デビュー・シングル）[3]
- 1996年2月 - 「Yo! BROTHER」（テレビアニメ『爆走兄弟レッツ&ゴー!!』エンディング・テーマ曲）

### アルバム
- 1994年12月 - 『ブギー・マン』（ミニ・アルバム）[3]
- 1995年7月 - 『BIG TIME』[3]
- 1996年3月 - 『LEAVE A MESSAGE』[3]
- 2002年 - 『EARLY YEARS～The Days Of“Pachinco Man”』（ベスト・アルバム）[3]